# 皮拉尔·阿尤索·冈萨雷斯
玛丽亚·皮拉尔·阿尤索·冈萨雷斯（西班牙語：María del Pilar Ayuso González，1942年6月16日—），女，西班牙巴达霍斯人，人民党党员，欧洲议会议员。
自1999年当选欧洲议会议员以来，她还曾在环境、公共卫生和食品安全委员会任职，也是欧盟儿童权利内部小组成员，南方共同市场关系代表团成员。